# Застава Придњестровља
Застава Придњестровља је верзија бивше заставе Молдавске ССР. Тренутни облик је усвојен законом о државним симболима из 2000. године. 
Застава је била у употреби од распада СССР-а, али без српа, чекића и звезде, иако су некада ови симболи коришћени у званичним приликама. 
Придњестровски закон допушта употребу поједностављене верзије заставе за недржавну употребу, без додатних симбола (срп, чекић и звезда) и без прописане пропорције. За званичну употребу допуштена је само државна застава.